# Muscle court extenseur du pouce
Le muscle court extenseur du pouce est un muscle grêle de l'avant-bras. Il se situe dans la partie profonde de la loge postérieure de l'avant bras.

## Origine
Le muscle court extenseur du pouce se fixe sur le tiers moyen de la face postérieure du radius,  de la membrane interosseuse antébrachiale, et parfois de l'ulna.

## Trajet
Le muscle court extenseur du pouce se dirige en bas et en dehors, et son tendon terminal participe latéralement à la tabatière anatomique.

## Insertion
Le muscle court extenseur du pouce se termine en bas sur la face dorsale de la base de la phalange proximale du pouce.

## Innervation
Le muscle court extenseur du pouce est innervé par le nerf du muscle court extenseur du pouce issu du rameau profond du nerf radial.

## Action
Le muscle court extenseur du pouce est extenseur et abducteur du pouce, puis du premier métacarpien.

## Galerie

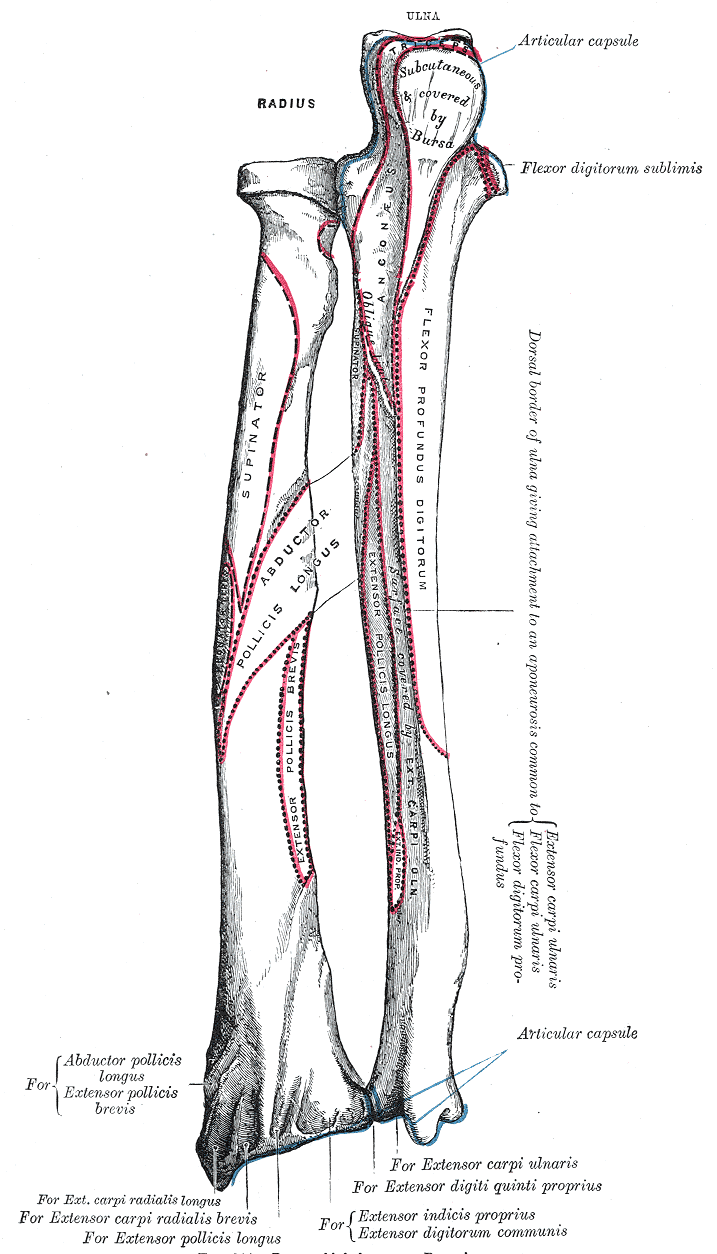
Origine radiale du muscle court extenseur du pouce (Extensor pollicis brevis).
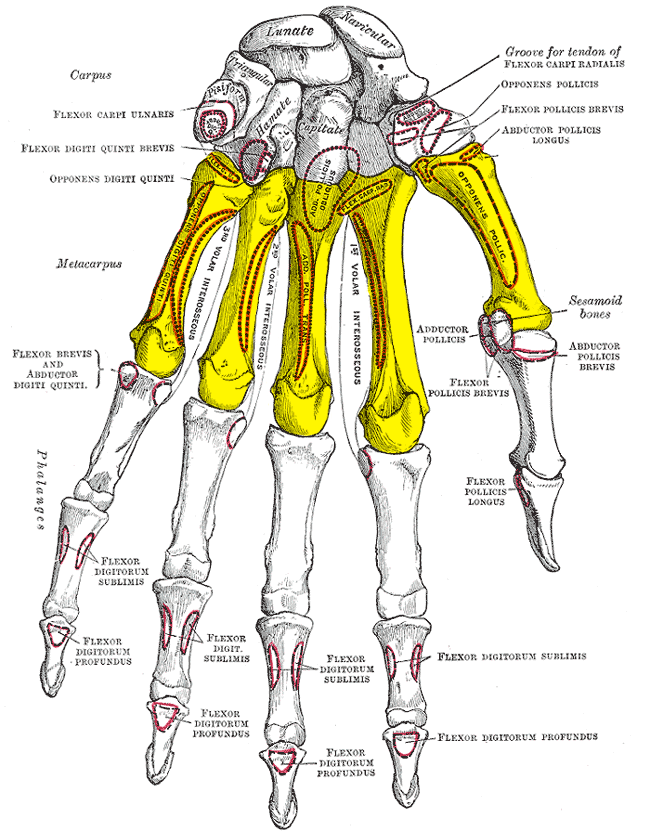
Insertion sur la phalange proximale du pouce du muscle court extenseur du pouce (Extensor pollicis brevis).